# Rhinogobius henchuenensis
Rhinogobius henchuenensis es una especie de pez de la familia de los Gobiidae en el orden de los Perciformes.

## Morfología
Los machos pueden llegar a alcanzar los 4,5 cm de longitud total.

## Hábitat
Es un pez de Agua dulce y de clima subtropical.

## Distribución geográfica
Se encuentran en Asia: la China

## Observaciones
Es inofensivo para los humanos.